# Gemini 12
Gemini 12 (oficialmente Gemini XII) fue un vuelo espacial tripulado de 1966 en el Proyecto Gemini de la NASA. Fue el décimo y último vuelo tripulado de Gemini, el décimo octavo vuelo espacial estadounidense tripulado y el vigésimo sexto vuelo espacial de todos los tiempos, incluidos los vuelos X-15 a lo largo de 100 kilómetros (54 millas náuticas). Dirigido por el veterano de Gemini VII James A. Lovell, el vuelo presentó tres períodos de actividad extravehicular (EVA) por el novato Edwin "Buzz" Aldrin, con una duración total de 5 horas y 30 minutos. También logró el quinto encuentro y el cuarto acoplamiento con un vehículo objetivo de Agena.

## Tripulación
- James A. Lovell, Comandante
- Edwin Aldrin, Piloto

### Tripulación de reemplazo
- L. Gordon Cooper, Jr.
- Eugene A. Cernan

## Parámetros de misión
- Masa: 3,762.1 kilogramos
- Perigeo: 160.8 kilómetros
- Apogeo: 270.6 kilómetros
- Inclinación: 28.87 °
- Periodo: 88.87 min.

### Acoplamiento
- Acoplado: 12 de noviembre de 1966 - 01:06:00 UTC
- No acoplados: 13 de noviembre de 1966 - 20:18:00 UTC

- Datos: Q259770
- Multimedia: Gemini 12 / Q259770